# Peter Phillips
Peter Phillips (* 15. listopadu 1977, Londýn) je britský aristokrat, člen britské královské rodiny.

## Život
Narodil se 15. listopadu 1977 v 10:46 dopoledne v londýnské St Mary's Hospital jako syn britské princezny Anny a jejího manžela Marka Phillipse. Pokřtěn byl 22. prosince 1977 arcibiskupem z Canterbury Donaldem Cogganem. Po svém narození byl pátý v pořadí na britský trůn. Podle známých informací jeho rodiče odmítli nabídku královny Alžběty II. aby jejich syn získal šlechtický titul. Byl prvním prvorozeným vnukem monarchy po 500 letech který nezískal žádný titul.
Navštěvoval Port Regis Prep School v Shaftesbury a poté Gordonstoun School v Moray. Mezitím byl rok v Syndey, kde pracoval pro Sports Entertainment Limited. Následně začal studovat na Univerzitě v Exeteru, kde studoval sportovní vědu. Zde hrál v ragbyovém týmu. Po studiu odešel pracovat pro Jaguar Racing jako korporátní manažer a později byl manažerem v Williams Grand Prix Engineering.
V září roku 2005 odešel pracovat jako manažer do Royal Bank of Scotland v Edinburghu.
Roku 2003 se seznámil s kanadskou managementovou konzultantkou Autumn Kelly. Dne 28. července 2007 oznámili své zásnuby. Byla římskokatoličkou a proto před sňatkem byla přijata do anglikánské církve. Kdyby v době sňatku byla stále římskokatoličkou, její manžel by přišel podle Zákona o nástupnictví o své místo v pořadí na britský trůn.
Jejich svatba proběhla 17. května 2008 v kapli svatého Jiří na hradě Windsor.
Pár z důvodu Peterovy funkce v bance nějaký čas žil v Hongkongu.
Spolu mají dvě dcery;
- Savannah Anne Kathleen Phillips (nar. 29. prosince 2010)
- Isla Elizabeth Phillips (nar. 29. března 2012)